# Nhiễm khuẩn âm đạo
Nhiễm khuẩn âm đạo (tiếng Anh: bacterial vaginosis thường được viết tắt là BV) là một căn bệnh của âm đạo do sự phát triển quá nhiều của vi khuẩn. Các triệu chứng phổ thông là khí hư tiết ra thường có mùi giống như mùi cá. Khí hư thường là màu trắng hoặc màu xám. Khi đi tiểu tiện có thể có cảm giác bỏng rát. Triệu chứng ngứa là không phổ biến. Thỉnh thoảng có trường hợp không có triệu chứng nào. Nhiễm khuẩn âm đạo làm tăng gần gấp đôi nguy cơ bị nhiễm trùng của các bệnh lây truyền qua đường tình dục như HIV/AIDS. Nó cũng làm tăng nguy cơ đẻ non của phụ nữ có thai.
Nhiễm khuẩn âm đạo có nguyên nhân là sự mất cân bằng của vi khuẩn tự nhiên trong âm đạo, khi loại phổ biến nhất của vi khuẩn thay đổi và số lượng vi khuẩn tăng gấp hàng trăm đến hàng nghìn lần thông thường. Thường là vi khuẩn không phải vi khuẩn Lactobacilli trở nên xuất hiện nhiều hơn. Các yếu tố rủi ro bao gồm thụt rửa âm đạo, có nhiều bạn tình, thuốc kháng sinh, và sử dụng đặt vòng tránh thai. Tuy nhiên, nhiễm khuẩn âm đạo không được coi là một bệnh lây truyền qua đường tình dục. Chẩn đoán bệnh này dựa trên các triệu chứng và có thể được xác nhận bởi xét nghiệm khí hư âm đạo và thấy độ pH cao hơn bình thường với một số lượng lớn vi khuẩn. Nhiễm khuẩn âm đạo thường bị nhầm lẫn với bệnh nhiễm nấm âm đạo hay nhiễm trùng Trichomonas.
Điều trị thường dùng kháng sinh như clindamycin hoặc metronidazole. Các loại thuốc này có thể được sử dụng trong quý hai hoặc ba của kỳ thai nghén. Tuy nhiên, bệnh thường tái phát ngay sau khi điều trị. Probiotic có thể giúp ngăn ngừa bệnh tái xuất hiện. Chưa có khẳng định việc sử dụng probiotic hay thuốc kháng sinh ảnh hưởng đến mang thai.
Nhiễm khuẩn âm đạo là nhiễm trùng âm đạo phổ biến nhất đối với phụ nữ trong độ tuổi sinh sản. Số phụ nữ bị bệnh này vào bất kỳ thời điểm nào dao động giữa 5% và 70%. Nhiễm khuẩn âm đạo là phổ biến ở châu Phi và ít phổ biến hơn ở châu Á và châu Âu. Ở Hoa Kỳ khoảng 30% phụ nữ ở tuổi 14 đến 49 bị nhiễm bệnh này. Tỷ lệ phụ nữ nhiễm bệnh thay đổi đáng kể giữa các sắc tộc trong cùng một quốc gia. Trong khi các triệu chứng của bệnh này đã được ghi nhận và mô tả từ rất lâu trong lịch sử, trường hợp đầu tiên của bệnh này có tài liệu lưu trữ đầy đủ được ghi lại vào năm 1894.

## Triệu chứng và dấu hiệu
Các triệu chứng phổ biến bao gồm tăng tiết khí hư âm đạo thường có mùi cá ươn. Khí hư thường có màu trắng hoặc xám. Cảm giác nóng rát khi đi tiểu. Có trường hợp không có triệu chứng . Khí hư bao phủ thành âm đạo, và thường không gây ra khó chịu, đau hoặc đỏ rát nào đáng kể, mặc dù có thể thỉnh thoảng có ngứa. Ngược lại, tiết dịch âm đạo bình thường có độ quánh nhớt thay đổi theo chu kỳ kinh nguyệt và thường có màu trong khi rụng trứng - khoảng hai tuần trước khi chu kỳ bắt đầu. Một số bác sĩ cho rằng BV có thể không có triệu chứng ở hơn nửa những người phụ nữ bị ảnh hưởng, những người khác lại cho rằng nó thường bị chẩn đoán sót.

### Biến chứng
Mắc dù được coi là một dạng nhiễm trùng nhè (nhiễm trùng phiền toái), BV không được điều trị có thể gây tăng nhạy cảm với các nhiễm trùng lây truyền qua đường tình dục, bao gồm HIV, và các biến chứng sản khoa.
Nghiên cứu đã chứng minh những người phụ nữ bị HIV và nhiễm BV có khả năng truyền HIV sang bạn tình cao hơn những người phụ nữ không bị BV.
Có bằng chứng về mối liên quan giữa BV và tăng tỷ lệ bệnh lây truyền qua đường tình dục như là HIV/AIDS. BV liên quan tới tăng sáu lần khả nang truyền HIV. BV là một yếu tố nguy cơ cho sự lây truyền virus và virus herpes simplex týp 2. BV có thể tăng nguy cơ của nhiễm trùng hoặc tái hoạt nhiễm virus papilloma ở người.
Thêm vào nữa, BV trong giai đoạn thai nghén có thể làm tăng nguy cơ các biến chứng sản khoa, thường đáng chú ý là sinh non hoăc sảy thai. Người phụ nữ bị BV có nguy cơ cao của nhiễm trùng ối, sảy thai, sinh non, ối vỡ sớm, và viêm nội mạc tử cung hậu sản.. Phụ nữ bị BV và đang điều trị hỗ trợ sinh sản IVF có tỷ lệ thu thai thấp và tăng tỷ lệ sảy thai sớm..

## Nguyên nhân
Các vi sinh vật âm đạo có lợi bao gồm các loài mà không gây ra triệu chứng hoặc nhiễm trùng hoặc không có ảnh hưởng bất lợi lên thai nghén. Nó chủ yếu là các loài Lactobacillus. BV được định nghĩa là sự mất cân bằng trong các vi sinh vật âm đạo, với sự suy giảm số lượng Lactobacillus. Trong khi nhiễm trùng liên quan tới một số các vi khuẩn, và phần lớn được cho la nhiễm trùng bắt đầu với Gardnerella vaginalis tạo ra màng sinh học, nó cho phép các vi khuẩn gây bệnh cơ hội phát triển.
Một nguy cơ chính cho sự phát triển của BV là thụt rửa âm đạo nó làm thay đổi các vi sinh vật âm đạo (vi hệ âm đạo) và làm người phụ nữ dễ nhạy cảm với sự phát triển của BV. Thụt rửa âm đạo không được khuyến cáo bởi Bộ Y tế và Dịch vụ Nhân sinh Hoa Kỳ và các tổ chức khác bởi những lý do trên và các lý do khác.
BV là một nguy cơ với viêm vùng chậu, HIV, các bệnh lây truyền qua đường tình dục (STIs), các rối loạn và bất lợi sản phụ khoa. Một người ít có hoạt động tình dục cũng có thể phát triển BV.
Đôi khi, BV có thể ảnh hướng tới phụ nữ sau mãn kinh. Ngoài ra, thiếu hụt sát dưới lâm sàng có thể liên quan BV giai đoạn đầu thai nghén. Một nghiên cứu tiến cứu được công bố tháng 2 năm 2006, tại tạp chí Sản Phụ khoa Hoa Kỳ, cho thấy có môi liên kết giữa những căng thẳng tâm lý xã hội và BV giải dẳng ngay cả khi các yếu tố nguy cơ khác được tính đến. Tiếp xúc với chất diệt tinh trùng nonocynol-9 không ảnh hưởng tới nguy cơ phát triển BV.
Có một bạn tình nữ tăng nguy cơ BV lên 60%. Vi khuẩn liên quan tới BV đã được phân lập từ hệ (đường) sinh dục nam. Vi sinh vật BV đã được tìm thấy ở đầu dương vật, quy đầu, và niệu đạo nam ở những bạn tình nam của những người phụ nữ bị nhiễm. Những bạn tình chưa cắt bao quy đầu có thể đóng vai trò như là ổ chứa làm tăng khả năng mắc của nhiễm trùng sau khi quan hệ tình dục. Một phương thức truyền bệnh của BV liên quan tới bạn tình nữ thông qua truyền da tới da. BV có thể truyền qua hệ vi khuẩn đường ruột hậu môn.

## Chẩn đoán
Để chẩn đoán BV, tăm bông dịch âm đạo từ thành âm được phải được lấy. Tăm bông này được xét nghiệm gồm:
- Đặc điểm mùi cá ươn khi soi tươi. Xét nghiệm này được gọi là "test ngửi" hay "whiff test", được thự hiện bằng cách thêm một lượng nhỏ Kali hydroxide vào lam kính có chứa dịch âm đạo. Đặc điểm có mùi cá ươn được xem là test ngửi dương tính là gợi ý của BV
- Mất tính acid. Để kiểm soát sự phát triển của vi khuẩn, âm đạo thường có pH acid nhẹ từ 3.8 - 4.2. Tăm bông dịch âm đạo được cho vào giấy quỳ để kiểm tra mức độ acid. pH lớn hơn 4.5 được xem là kiềm và gợi ý BV.
- Sự xuất hiện "clue cells" hay "tế bào dính" khi soi tươi. Tương tự như test ngửi, xét nghiệm tế bào (bám) dính được thự hiện bằng cách nhỏ một giọt dung dịch Natri chloride lên lam kính có dịch âm đạo. Nếu có tế bào dính có thể được nhìn thấy dưới kính hiển vi. Nó được gọi như vậy bởi vì nó đưa ra lý do của việc ra dịch âm đạo. Nó là những tế bào biểu mô dính các tế bào vi khuẩn.

Hai kết quả dương tính cộng thêm ra dịch âm đạo (khi hư) là đủ để chẩn đoán BV. Nếu không có khí hư thì cần cả ba kết quả dương tính. Chẩn đoán phân biệt BV với các trình trạng sau:
- Tiết dịch âm đạo bình thường
- Nhiễm nấm Candida
- Nhiễm trùng roi
- Viêm âm đạo do vi khuẩn hiếu khí AV (Aerobic vaginitis) [33]

Trung tâm kiểm soát bệnh tật Hoa Kỳ (CDC) định nghĩa STIs là " những hội chứng và nhiễm trùng gây ra bởi các căn nguyên có thể mắc phải và lây truyền thông qua hoạt động tình dục". Nhưng CDC không định nghĩa BV là nhiễm trùng qua đường tình dục.

### Tiêu chuẩn Amsel
Trong thực hành lâm sàng BV có thể chẩn đoán bằng tiêu chuẩn Amsel:
1. Khí hư ít, đồng nhất màu trằng, vàng
2. Tế bào dính (Clue cell) dương tính
3. pH dịch âm đạo > 4.5
4. Có mùi cá ươn khi thêm dung dịch KOH 10%

BV khi có ít nhất ba trong số 4 tiêu chuẩn trên 

### Nhuộm Gram
Một cách khác là sử dụng nhuộm Gram dịch âm đạo với tiêu chuẩn Hay/Ison  hoặc tiêu chuẩn Nugent . Tiêu chuẩn Hay/Ison được định nghĩa như sau :
- Mức 1 (Bình thường): Hình thái Lactobacillus chiếm ưu thế
- Mức 2 (Trung gian): Một số hình thái Lactobacillus xuất hiện cùng với  của Gardnerella hoặc Mobiluncus
- Mức 3 (BV): Hình thái Gardnerella và/hoặc Mobiluncus chiếm ưu thế. Ít hoặc không có Lactobacillus

Gardnerella vaginalis là thủ phạm chính của BV. Gardnerella vaginalis là trực khuẩn ngán (cầu trực khuẩn). Do đó, sự xuất hiện của tế bào dính và cầu trực khuẩn gram thay đổi là chẩn đoán BV.

### Tiêu chuẩn tính điểm Nugent
Tiêu chuẩn Nugent thường được ít sử dụng bởi các bác sĩ lâm sàng do phải mất thời gian đọc lam kính và yêu cầu có nhà vi sinh được đào tạo. Tổng điểm từ 0 tới 10 được tạo ra từ ba tổng điểm nhỏ khác. Tính điểm như sau:
- 0 tới 3 được xem là âm tính với BV
- 4 tới 6 được xem là trung gian
- 7 tới 10 được xem là BV

Tối thiểu 10 tới 20 vi trường dầu (vật kính 100) phải được đọc và đếm trung bình
| Hính thái Lactobacillus                                                        | Hình thái Gardnerella/Bacteroides                                              | Trực khuẩn Gram âm cong                    |
| ------------------------------------------------------------------------------ | ------------------------------------------------------------------------------ | ------------------------------------------ |
| 0 điểm với > 30 1 điểm với 5 - 30 2 điểm với 1 - 4 3 điểm với < 1 4 điểm với 0 | 0 điểm với 0 1 điểm với < 1 2 điểm với 1 - 4 3 điểm với 5 - 30 4 điểm với > 30 | 0 điểm với 0 1 điểm với < 5 2 điểm với >=5 |

Các xét nghiệm lai DNA bằng hệ thống Affirm VPIII được so sánh với nhuộm Gram sử dụng tiêu chuẩn Nugent. Xét nghiệm Affirm VPIII có thể được sử dụng cho chẩn đoán nhanh BV ở những phụ nữ không có triệu chứng nhưng sử dụng thiết bị đọc đắt tiền để đọc kết quả, và không phát hiện các căn nguyên khác gây BV như Prevotella spp, Bacteroides spp, và Mobiluncus spp.

### Sàng lọc
Sàng lọc  BV trong quá trình thai kỳ với những người phụ nữ không có triệu chứng hoặc không có nguy cơ sinh non không được khuyến cáo tại Hoa Kỳ 

## Phòng ngừa
Một số bước được khuyến cáo để giảm thiểu nguy cơ bao gồm: không thụt rửa, hạn chế quan hệ tình dục, hoặc giới hạn số lượng bạn tình 
Một bài nghiên cứu tổng quan tài liệu có hệ thống kết luận rằng lợi khuẩn (Probiotics) có thể phòng ngừa tái nhiễm. Các nghiên cứu khác thấy rằng đó chỉ là những bằng chứng ban đầu, và không đủ mạnh để khuyến cáo sử dụng lợi khuẩn cho mục đích phòng ngừa.
Bằng chắng ban đầu gợi ý rằng điều trị kháng sinh cho bạn tình nam có thể tái lập vi hệ bình thường của đường niệu dục nữ và phòng ngừa tái nhiễm. Tuy nhiên, một nghiên cứu tổng quan tài liệu trên Cochrane 2016 tìm thấy bằng chứng có chất lượng cao rằng điều trị bạn tình của người phụ nữ bị BV không ảnh hưởng đến triệu chứng, kết quả lâm sàng, hay sự tái nhiễm của người phụ nữ bị ảnh hưởng. Nó cũng tìm thấy rằng  việc điều trị này có thể dẫn đến bạn tình tăng báo cáo các biến cố bất lợi.

## Điều trị

### Kháng sinh
Phác đồ điều trị điển hình với Metronidazole hoặc clindamycin. Thuốc có thể qua cả đường uống hoặc đặt âm đạo. Khoảng 10% tới 15% người không cải thiện sau liều điều trị kháng sinh đầu tiên và tỷ lệ tái nhiễm tới 80% đã được nghi nhận. Tỷ lệ tái nhiễm tăng lên theo hoạt động tình dục với bạn tình cũ trước/sau điều trị và sử dụng bao cao su không liên tục mặc dù các thuốc tránh thai có chứa estrogen giảm tỵ lệ tái nhiễm. Khi clindamycin được sử dụng cho những phụ nữ mang thai có triệu chứng BV trước 22 tuần tuổi thai nguy cơ sinh non (sớm) trước 37 tuần tuổi thai được giảm xuống.
Các kháng sinh có hiệu quả bao gồm macrolines, lincosamides, nitroimidazoles và penicililn 
BV không được xem là bệnh lây truyền qua đường tình dục, và điều trị cho bạn tình nam của những người phụ nữ bị BV không được khuyến cáo.

### Lợi khuẩn
Một nghiên cứu tổng quan tài liệu trên Cochrane 2009 tìm thấy bằng chứng ban đầu và chưa đủ về sử dụng lợi khuẩn như là phương thức điều trị BV. Một nghiên cứu khác tương tự năm 2014 cũng kết luận tương tự. Một nghiên cứu tổng quan năm 2013 tìm thấy một số bằng chứng ủng hộ sử dụng lợi khuẩn trong thời kỳ mang thai. Lợi khuẩn tối ưu cho BV là liều cao chứa lượng Lactobacillus (khoảng 109 CFU) đường âm đạo. Đường âm đạo tốt hơn đường miệng. Sử dụng liệu lặp lại kéo dài thể hiện tốt hơn liều ngắn.

## Dịch tễ học
BV là tình trạng nhiễm trùng phổ biến ở phụ nữ tuổi sinh đẻ. Phần trăm phụ nữ bị ảnh hưởng ở bất kỳ thời điểm nào khoảng từ 5% tới 70%. BV phổ biến ở Châu Phi, kém phổ biến hơn ở Châu Á, và Châu Âu. Tại Hoa Kỳ, khoảng 30% phụ nữ trong độ tuổi từ 14 tới 49 bị ảnh hưởng. Tỷ lệ kháng nhau đáng kể giữa những nhóm sắc tộc trong cùng một quốc gia.